# Cupa Cupelor 1983-1984
Sezonul 1983-1984 al Cupei Cupelor a fost câștigat de Juventus, care a învins-o în finală pe Porto.

## Runda preliminară
| Echipa 1 | Scor gen. | Echipa 2  | Tur | Retur |
| -------- | --------- | --------- | --- | ----- |
| Swansea  | 1–2       | Magdeburg | 1–1 | 0–1   |

### Prima manșă
| Swansea  | 1 – 1 | Magdeburg   |
| -------- | ----- | ----------- |
| Walsh 1' |       | Streich 90' |

### A doua manșă
| Magdeburg      | 1 – 0 | Swansea |
| -------------- | ----- | ------- |
| Pommerenke 24' |       |         |

## Prima rundă
| Echipa 1              | Scor gen. | Echipa 2            | Tur | Retur |
| --------------------- | --------- | ------------------- | --- | ----- |
| NEC                   | 2–1       | Brann               | 1–1 | 1–0   |
| Magdeburg             | 1–7       | Barcelona           | 1–5 | 0–2   |
| Mersin                | 0–1       | Spartak Varna       | 0–0 | 0–1   |
| Manchester United     | 3–3 (a)   | Dukla Praga         | 1–1 | 2–2   |
| Hammarby              | 5–2       | 17 Nëntori Tirana   | 4–0 | 1–2   |
| Sligo Rovers          | 0–4       | Haka                | 0–1 | 0–3   |
| Glentoran             | 2–4       | Paris Saint-Germain | 1–2 | 1–2   |
| Juventus              | 10–2      | Lechia Gdańsk       | 7–0 | 3–2   |
| Valletta              | 0–18      | Rangers             | 0–8 | 0–10  |
| Dinamo Zagreb         | 2–2 (a)   | Porto               | 2–1 | 0–1   |
| B 1901                | 3–9       | Shakhtar Donetsk    | 1–5 | 2–4   |
| Servette              | 9–1       | Avenir Beggen       | 4–0 | 5–1   |
| AEK Atena             | 3–4       | Újpest              | 2–0 | 1–4   |
| Wacker Innsbruck      | 2–7       | Köln                | 1–0 | 1–7   |
| Enosis Neon Paralimni | 3–7       | Beveren             | 2–4 | 1–3   |
| ÍA                    | 2–3       | Aberdeen            | 1–2 | 1–1   |

### Prima manșă
| NEC         | 1 – 1 | Brann     |
| ----------- | ----- | --------- |
| Janssen 42' |       | Krogh 67' |

| Magdeburg      | 1 – 5 | Barcelona                                                   |
| -------------- | ----- | ----------------------------------------------------------- |
| Pommerenke 58' |       | Schuster 3' Maradona 14', 76', 80' (pen.) Perico Alonso 66' |

| Mersin | 0 – 0 | Spartak Varna |
| ------ | ----- | ------------- |
|        |       |               |

| Manchester United  | 1 – 1 | Dukla Praga |
| ------------------ | ----- | ----------- |
| Wilkins 89' (pen.) |       | Kříž 60'    |

| Hammarby                                 | 4 – 0 | 17 Nëntori Tirana |
| ---------------------------------------- | ----- | ----------------- |
| Ohlsson 18', 46' Wahlberg 39' Lundin 58' |       |                   |

| Sligo Rovers | 0 – 1 | Haka       |
| ------------ | ----- | ---------- |
|              |       | Valvee 29' |

| Glentoran   | 1 – 2 | Paris Saint-Germain   |
| ----------- | ----- | --------------------- |
| Jamison 74' |       | Zaremba 78' N'Gom 83' |

| Juventus                                            | 7 – 0 | Lechia Gdańsk |
| --------------------------------------------------- | ----- | ------------- |
| Platini 19', 27' Penzo 24', 29', 60', 67' Rossi 75' |       |               |

| Valletta | 0 – 8 | Rangers                                                                      |
| -------- | ----- | ---------------------------------------------------------------------------- |
|          |       | Paterson 7' McPherson 15', 32', 41', 48' MacDonald 35' Prytz 35', 60' (pen.) |

| Dinamo Zagreb     | 2 – 1 | Porto     |
| ----------------- | ----- | --------- |
| Kranjčar 25', 75' |       | Gomes 65' |

| B 1901            | 1 – 5 | Shakhtar Donetsk                              |
| ----------------- | ----- | --------------------------------------------- |
| Bögrad 56' (pen.) |       | Morozov 25', 53' Hrachov 32', 72' Radenko 43' |

| Servette                                       | 4 – 0 | Avenir Beggen |
| ---------------------------------------------- | ----- | ------------- |
| Schnyder 25' Brigger 52' Elia 56' Barberis 75' |       |               |

| AEK Atena  | 2 – 0 | Újpest   |
| ---------- | ----- | -------- |
| Kottis 65' |       | Ross 89' |

| Wacker Innsbruck | 1 – 0 | Köln |
| ---------------- | ----- | ---- |
| Gröss 71'        |       |      |

| Enosis Neon Paralimni      | 2 – 4 | Beveren                                            |
| -------------------------- | ----- | -------------------------------------------------- |
| Zouvanis 12' Tserkezos 59' |       | Schonenberger 15' Garot 28' Kusto 53' Stalmans 84' |

| ÍA              | 1 – 2 | Aberdeen        |
| --------------- | ----- | --------------- |
| Halldorsson 28' |       | McGhee 30', 38' |

### A doua manșă
| Brann | 0 – 1 | NEC          |
| ----- | ----- | ------------ |
|       |       | Mommertz 24' |

| Barcelona      | 2 – 0 | Magdeburg |
| -------------- | ----- | --------- |
| Quini 22', 78' |       |           |

| Spartak Varna | 1 – 0 | Mersin |
| ------------- | ----- | ------ |
| Kazakov 62'   |       |        |

| Dukla Praga             | 2 – 2 | Manchester United        |
| ----------------------- | ----- | ------------------------ |
| Štambachr 11' Daněk 83' |       | Robson 33' Whiteside 79' |

| 17 Nëntori Tirana | 2 – 1 | Hammarby       |
| ----------------- | ----- | -------------- |
| Vila 47' Mema 64' |       | Efraimsson 53' |

| Haka                                       | 3 – 0 | Sligo Rovers |
| ------------------------------------------ | ----- | ------------ |
| Nissinen 52' Huoviala 54' Dziadulewicz 77' |       |              |

| Paris Saint-Germain           | 2 – 1 | Glentoran  |
| ----------------------------- | ----- | ---------- |
| Bathenay 48' (pen.) Sušić 76' |       | Mullan 21' |

| Lechia Gdańsk                         | 2 – 3 | Juventus                          |
| ------------------------------------- | ----- | --------------------------------- |
| Kowalczyk 50' Kruszczyński 64' (pen.) |       | Vignola 17' Tavola 75' Boniek 83' |

| Rangers                                                                                         | 10 – 0 | Valletta |
| ----------------------------------------------------------------------------------------------- | ------ | -------- |
| Mitchell 1', 9' MacDonald 4', 36', 62' (pen.) Dawson 16' MacKay 52' Redford 55', 89' Davies 66' |        |          |

| Porto     | 1 – 0 | Dinamo Zagreb |
| --------- | ----- | ------------- |
| Gomes 86' |       |               |

| Shakhtar Donetsk                                   | 4 – 2 | B 1901                           |
| -------------------------------------------------- | ----- | -------------------------------- |
| Morozov 25', 83' Sokolovsky 37' (pen.) Hrachov 80' |       | Bögrad 43' Sokolovsky 37' (o.g.) |

| Avenir Beggen | 1 – 5 | Servette                                          |
| ------------- | ----- | ------------------------------------------------- |
| Dresch 52'    |       | Elia 33' Brigger 44', 73' Castella 63' Geiger 90' |

| Újpest                                        | 4 – 1 | AEK Atena   |
| --------------------------------------------- | ----- | ----------- |
| Kirsznyer 10' Kiss 13' Kardos 39', 75' (pen.) |       | Vlachos 17' |

| Köln                                                         | 7 – 1 | Wacker Innsbruck |
| ------------------------------------------------------------ | ----- | ---------------- |
| Strack 13', 71' Allofs 15', 53' Fischer 29', 48' Steiner 45' |       | Gröss 31'        |

| Beveren                                | 3 – 1 | Enosis Neon Paralimni |
| -------------------------------------- | ----- | --------------------- |
| Theunis 6' Lambrichts 30' Stalmans 36' |       | Kalineras 62'         |

| Aberdeen            | 1 – 1 | ÍA                   |
| ------------------- | ----- | -------------------- |
| Strachan 68' (pen.) |       | Askelsson 90' (pen.) |

## A doua rundă
| Echipa 1            | Scor gen. | Echipa 2          | Tur | Retur      |
| ------------------- | --------- | ----------------- | --- | ---------- |
| NEC                 | 2–5       | Barcelona         | 2–3 | 0–2        |
| Spartak Varna       | 1–4       | Manchester United | 1–2 | 0–2        |
| Hammarby            | 2–3       | Haka              | 1–1 | 1–2 (d.p.) |
| Paris Saint-Germain | 2–2 (a)   | Juventus          | 2–2 | 0–0        |
| Rangers             | 2–2 (a)   | Porto             | 2–1 | 0–1        |
| Shakhtar Donetsk    | 3–1       | Servette          | 1–0 | 2–1        |
| Újpest              | 5–5 (a)   | Köln              | 3–1 | 2–4        |
| Beveren             | 1–4       | Aberdeen          | 0–0 | 1–4        |

### Prima manșă
| NEC                     | 2 – 3 | Barcelona                                    |
| ----------------------- | ----- | -------------------------------------------- |
| Janssen 5' Mommertz 44' |       | Migueli 45' van Rossum 52' (o.g.) Urbano 73' |

| Spartak Varna | 1 – 2 | Manchester United           |
| ------------- | ----- | --------------------------- |
| Dimov 14'     |       | Robson 9' (pen.) Graham 48' |

| Hammarby    | 1 – 1 | Haka         |
| ----------- | ----- | ------------ |
| Ohlsson 72' |       | Kujanpää 33' |

| Paris Saint-Germain   | 2 – 2 | Juventus               |
| --------------------- | ----- | ---------------------- |
| Couriol 39' N'Gom 89' |       | Boniek 62' Cabrini 77' |

| Rangers                | 2 – 1 | Porto       |
| ---------------------- | ----- | ----------- |
| Clark 35' Mitchell 85' |       | Jacques 89' |

| Shakhtar Donetsk | 1 – 0 | Servette |
| ---------------- | ----- | -------- |
| Hrachov 85'      |       |          |

| Újpest                      | 3 – 1 | Köln        |
| --------------------------- | ----- | ----------- |
| Kiss 38', 63' Kirsznyer 41' |       | Steiner 75' |

| Beveren | 0 – 0 | Aberdeen |
| ------- | ----- | -------- |
|         |       |          |

### A doua manșă
| Barcelona                | 2 – 0 | NEC |
| ------------------------ | ----- | --- |
| Pichi Alonso 3' Clos 43' |       |     |

| Manchester United | 2 – 0 | Spartak Varna |
| ----------------- | ----- | ------------- |
| Stapleton 1', 31' |       |               |

| Haka                       | 2 – 1 | Hammarby    |
| -------------------------- | ----- | ----------- |
| Nissinen 40' Kujanpää 109' |       | Holmberg 3' |

| Juventus | 0 – 0 | Paris Saint-Germain |
| -------- | ----- | ------------------- |
|          |       |                     |

| Porto     | 1 – 0 | Rangers |
| --------- | ----- | ------- |
| Gomes 53' |       |         |

| Servette    | 1 – 2 | Shakhtar Donetsk    |
| ----------- | ----- | ------------------- |
| Brigger 88' |       | Varnavskiy 58', 61' |

| Köln                                          | 4 – 2 | Újpest                      |
| --------------------------------------------- | ----- | --------------------------- |
| Strack 17' Allofs 47', 88'>br/>Littbarski 49' |       | Strack 8' (o.g.) Fekete 68' |

| Aberdeen                                      | 4 – 1 | Beveren     |
| --------------------------------------------- | ----- | ----------- |
| Strachan 38', 51' (pen.) Simpson 45' Weir 64' |       | Theunis 73' |

## Sferturi
| Echipa 1  | Scor gen. | Echipa 2          | Tur | Retur      |
| --------- | --------- | ----------------- | --- | ---------- |
| Barcelona | 2–3       | Manchester United | 2–0 | 0–3        |
| Haka      | 0–2       | Juventus          | 0–1 | 0–1        |
| Porto     | 4–3       | Shakhtar Donetsk  | 3–2 | 1–1        |
| Újpest    | 2–3       | Aberdeen          | 2–0 | 0–3 (d.p.) |

### Prima manșă
| Barcelona                | 2 – 0 | Manchester United |
| ------------------------ | ----- | ----------------- |
| Hogg 33' (o.g.) Rojo 90' |       |                   |

| Haka | 0 – 1 | Juventus    |
| ---- | ----- | ----------- |
|      |       | Vignola 90' |

| Porto                                     | 3 – 2 | Shakhtar Donetsk          |
| ----------------------------------------- | ----- | ------------------------- |
| Pacheco 41' (pen.) Frasco 47' Jacques 70' |       | Morozov 7' Sokolovsky 38' |

| Újpest                   | 2 – 0 | Aberdeen |
| ------------------------ | ----- | -------- |
| Kirsznyer 48' Heredi 78' |       |          |

### A doua manșă
| Manchester United             | 3 – 0 | Barcelona |
| ----------------------------- | ----- | --------- |
| Robson 23', 50' Stapleton 52' |       |           |

| Juventus     | 1 – 0 | Haka |
| ------------ | ----- | ---- |
| Tardelli 14' |       |      |

| Shakhtar Donetsk | 1 – 1 | Porto     |
| ---------------- | ----- | --------- |
| Hrachov 63'      |       | Walsh 72' |

| Aberdeen             | 3 – 0 | Újpest |
| -------------------- | ----- | ------ |
| McGhee 38', 89', 95' |       |        |

## Semifinale
| Echipa 1          | Scor gen. | Echipa 2 | Tur | Retur |
| ----------------- | --------- | -------- | --- | ----- |
| Manchester United | 2–3       | Juventus | 1–1 | 1–2   |
| Porto             | 2–0       | Aberdeen | 1–0 | 1–0   |

### Prima manșă
| Manchester United | 1 – 1 | Juventus  |
| ----------------- | ----- | --------- |
| Davies 36'        |       | Rossi 14' |

| Porto     | 1 – 0 | Aberdeen |
| --------- | ----- | -------- |
| Gomes 14' |       |          |

### A doua manșă
| Juventus             | 2 – 1 | Manchester United |
| -------------------- | ----- | ----------------- |
| Boniek 13' Rossi 89' |       | Whiteside 70'     |

| Aberdeen | 0 – 1 | Porto           |
| -------- | ----- | --------------- |
|          |       | Vermelhinho 76' |

## Finala
| Juventus               | 2 – 1 | Porto     |
| ---------------------- | ----- | --------- |
| Vignola 13' Boniek 41' |       | Sousa 29' |